# نظرية العقل في الحيوانات
نظرية العقل في الحيوانات (بالإنجليزية:Theory of mind in animals)، وهي إمتداد للمفهوم الفلسفي والنفسي لنظرية العقل (ToM) للحيوانات غير البشرية، والتي تُعرف أحيانًا باسم العقلية أو قراءة العقل. إنه ينطوي على إستفسار عما إذا كانت الحيوانات لديها القدرة على عزو الحالات العقلية (مثل النية، والرغبات، والتظاهر، والمعرفة) لأنفسهم وللآخرين، بما في ذلك إدراك أن الآخرين لديهم حالات عقلية مختلفة عن حالاتهم. للتحقيق في هذه المشكلة بشكل تجريبي، يضع الباحثون الحيوانات في مواقف يمكن فيها تفسير سلوكهم الناتج على أنه يدعم نظرية العقل أو لا.